# Prinz-Karl-Palais
Das Prinz-Karl-Palais, bis 1900 als Palais Douglas bekannt, war ein repräsentatives Stadtpalais des Prinzen Karl von Baden in Karlsruhe.

## Geschichte
Bis 1872 befand sich an der Nordseite der Stephanienstraße zwischen Karl- und Hirschstraße der Langensteinsche Garten. Auf einem Teilstück dieses Areals sollte ursprünglich ein Stadtpalais für die Familie Langenstein entstehen. 
Zwischen den Jahren 1878 bis 1884 ließ Wilhelm Graf Douglas (1849–1908), ein Angehöriger des Adelsgeschlechts Douglas, von dem Architekten Karl Dyckerhoff ein repräsentatives Palais als Hauptwohnsitz errichten. Der Graf zog sich jedoch um 1900 aus der Öffentlichkeit zurück und verkaufte das Palais an Prinz Karl von Baden, nach dem es anschließend umbenannt wurde.

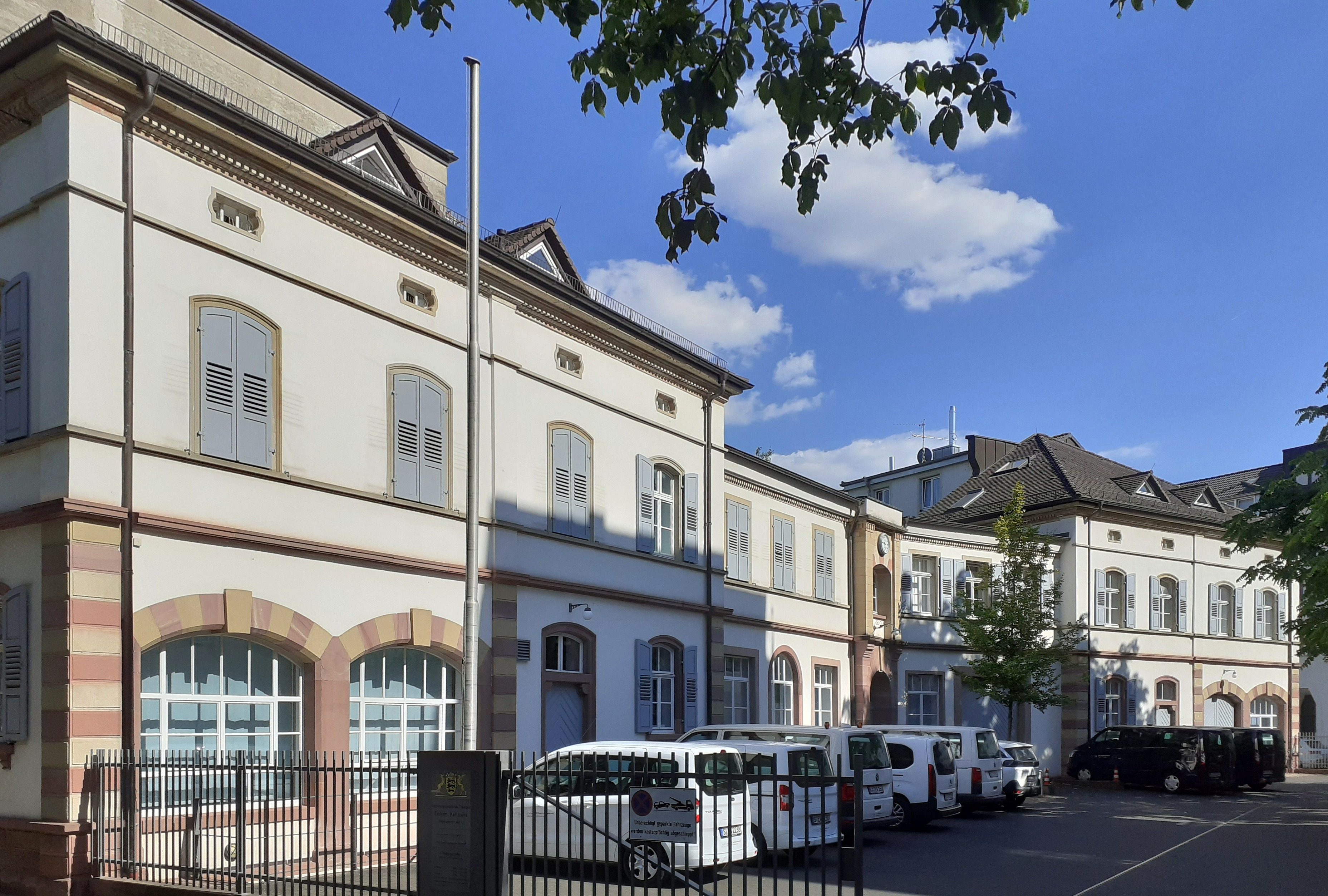
Die erhaltenen Stallungen, heute Eichamt

Das Hauptgebäude wurde im Jahr 1944 während des Zweiten Weltkriegs größtenteils zerstört. Erhalten waren lediglich einige Gebäudereste, die später abgerissen wurden. Unzerstört blieben nur die ehemaligen Reitstallungen, die heute unter Denkmalschutz stehen und vom Eichamt Karlsruhe genutzt werden.